# Linosa
Linosa est une des îles Pélages (Pelagie en Italien) d'une superficie de 5,43 km² située à 42 km au nord-est de Lampedusa avec laquelle elle constitue la commune de Lampedusa e Linosa  qui appartient à la province d'Agrigente et compte environ 5 600 habitants. L'île en elle-même ne compte qu'une population d'environ 420 habitants.
Elle est citée par Strabon puis par Pline l'Ancien dans l'Histoire naturelle sous le nom d’Aethusa et d’Algusa. Le nom Lenusa apparaît au XVIe siècle sous la plume du dominicain Tommaso Fazzello. L'île ne s'appellera Linosa qu'en 1845 lorsque, dans l'une de ses lettres, le cavalier Bernardo Maria Sanvinsente la nomma ainsi.

## Géographie
Linosa a une superficie de 5,43 km². Elle est située au centre de la mer Méditerranée à 160 km au sud de la Sicile et à la même distance à l'est des côtes tunisiennes.
Elle a une forme presque circulaire et un développement côtier de 11 km. À la différence de Lampedusa et de Lampione qui font partie de la plaque continentale africaine, Linosa est d'origine volcanique et s'est élevée de 1 500 m de profondeur : contrairement à Lampedusa et à Lampione, les fondements de Linosa coulent rapidement.
Elle est de nature volcanique et ses origines sont relativement récentes. Selon des études géologiques, Linosa a émergé durant le Quaternaire antique et doit ses origines aux éruptions survenues le long de la ligne de fracture qui se situe entre la côte est de la Sicile et le littoral tunisien. Son activité éruptive remonte au Pléistocène, hypothèse confirmée par l'âge des fossiles présents dans les couches stratifiées du côté est du mont du Ponant. Le même axe volcanique a donné naissance, grâce à un volcanisme fondamentalement alcalin, à l'île Pantelleria. Dans l'histoire volcanique de l'île, il est possible de reconnaître quatre phases d'activité et trois périodes dont témoignent des fossiles de bruyère, de stipe et de feuilles de palmier nain.
Les cratères volcaniques sont  bien évidents. Au centre de l'île, bas et vaste avec ses 600 m de diamètre s'étend le cratère principal, la fossa del Cappellano, plus ancien cratère de l'île (en partie cultivé). D'autres volcans sont présents : le monte Vulcano (195 m), le monte Rosso (186 m) dont l'intérieur du cratère est recouvert de culture, et le monte Nero (107 m) dont le flanc comporte un petit cratère de 70 m de diamètre, le Craterino ou Vulcanello (50 m). Ce dernier n'est éteint que depuis environ 2 500 ans.

## Histoire
L'île de Linosa a été baptisée de différents noms au cours des siècles. Déjà du temps de Pline l'Ancien on lui donnait le nom d’Aethusa pour indiquer une île d'origine volcanique dans le canal de Sicile. Ensuite, le nom subit diverses modifications passant par Lenusa puis Larniusa et enfin Algusa.
Vu le manque total de sources aquatiques et vu aussi la distance séparant l'île de la terre ferme, il est assez facile d'en déduire que l'installation sur l'île est assez récente. Toutefois, durant l'antiquité elle fut un abri pour ceux qui labouraient il Mare Nostrum : il est certain que les Romains l'ont utilisée comme base durant les Guerres puniques et leurs vestiges sont restés dans les 150 citernes construites pour récolter l'eau de pluie; en outre, la mer alentour est pleine d'épaves de navires qui ont fait naufrage au cours des siècles. A la domination romaine ont succédé  les dominations phénicienne, arabe et sarrasine. Puis,  l'île a longtemps été inhabitée et servit de port de fortune à la piraterie méditerranéenne.
En 1555, la flotte de Charles Quint, de retour de la victoire de Tunisie contre les Arabes fut surprise par une forte tempête et quelques navires vinrent s'écraser sur les écueils de Linosa.
En 1630, Charles II d'Espagne concéda à la famille des Tomasi le titre de Prince de Lampedusa ainsi que le domaine de Linosa. En 1776, un des princes Tomasi conseille au Roi de Naples de vendre les îles aux Anglais qui se montrent très intéressés par leur valeur stratégique mais le Roi ne les concédera pas et les achètera finalement lui-même au prince.
En 1843, Ferdinand II des Deux-Siciles, roi des Deux-Siciles, demande au cavalier Bernardo Maria Sanvinsente, capitaine de frégate, de coloniser les îles. Cela arriva le 22 septembre 1843 à Lampedusa. Pour Linosa, il faudra attendre le 25 avril 1845 quand un premier groupe de trente personnes composé de quelques familles d'habiles artisans arrivant d'Ustica, Agrigente et Pantelleria (dont un prêtre, un médecin et un député maire) débarquèrent sur l'île. Les colons qui avaient été recrutés avaient bénéficié d'une paye de trois sous par jour et de l'usage gratuit de 240 hectares de terrain sur l'île.
Oubliés et abandonnés à eux-mêmes par le gouvernement d'Italie, les habitants de l'île ont malgré tout continué à y vivre, venant à être appelés au cours de la Première Guerre mondiale lorsque le pays a eu besoin de leurs services.
Avec le début des années 1960, Linosa commence à changer : arrivent alors les premières innovations techniques accompagnées d'un développement touristique. La SIP installa en 1963 la première centrale téléphonique, en 1967 entra en fonction une centrale électrique gérée par la SELIS, en 1968 fut inaugurée la nouvelle école maternelle dédiée à Pietro Taviani, ainsi que l'école primaire et le collège. 
En 1976, la RAI élit aussi domicile sur l'île en installant un répétiteur pour les deux premiers canaux. Ensuite furent construits les quais d'accostage à Scalo Vecchio, Pozzolana di Ponente et Mannarazza. C'est seulement en 1985 que la navette Paolo Veronese put accoster sur le quai de Scalo Vecchio. En 1983, la construction d'une usine de dessalement de l'eau de mer permit une alimentation en eau potable continue. 
Au fil du temps l'île a accueilli d'énormes aménagements et de nombreux services sociaux commencent à naître, ceux-ci étant encore à améliorer.

## Environnement
Linosa fait partie, tout comme Lampedusa et Lampione, de la Réserve marine des Îles Pélages, mise en place en 2002.

### Flore
L'île de Linosa présente une flore très variée contrairement aux autres îles du canal de Sicile.
Outre quelques espèces typiques de maquis méditerranéen (Pistacia lentiscus, Euphorbia dendroides, Capparis spinosa, Thymus capitatus), Linosa peut se vanter de posséder de nombreuses espèces endémiques exclusives de l'île comme la Valentia calva, le Limonium algusae, le Pancratium angustifolium ou encore l’Erodium neuradiflorum. S'ajoutent à ces plantes d'autres espèces endémiques partagées avec d'autres îles telles que la Linaria pseudolaxiflora aussi présente à Malte, l’Oglifa lojaconoi aussi repérable à Pantelleria ou encore la Plantago afra partagée avec Pantelleria, Lampedusa et Malte.

### Faune
La plage de la Pozzolana, constituée de cendres volcaniques, à Linosa est l'un des derniers sites italiens de nidification de la tortue Caouanne : elle a donc été intégrée dans la ZNIEFF par l'UE.
L'île est en outre le lieu de nidification du puffin cendré, un oiseau vivant toute l'année en pleine mer, revenant sur la terre ferme uniquement pendant la période de reproduction.
Parmi les reptiles présents sur l’île, nous pouvons mentionner le lézard Podarcis algusae et une espèce particulière nommée Calcides diomedea.

## Économie et transports

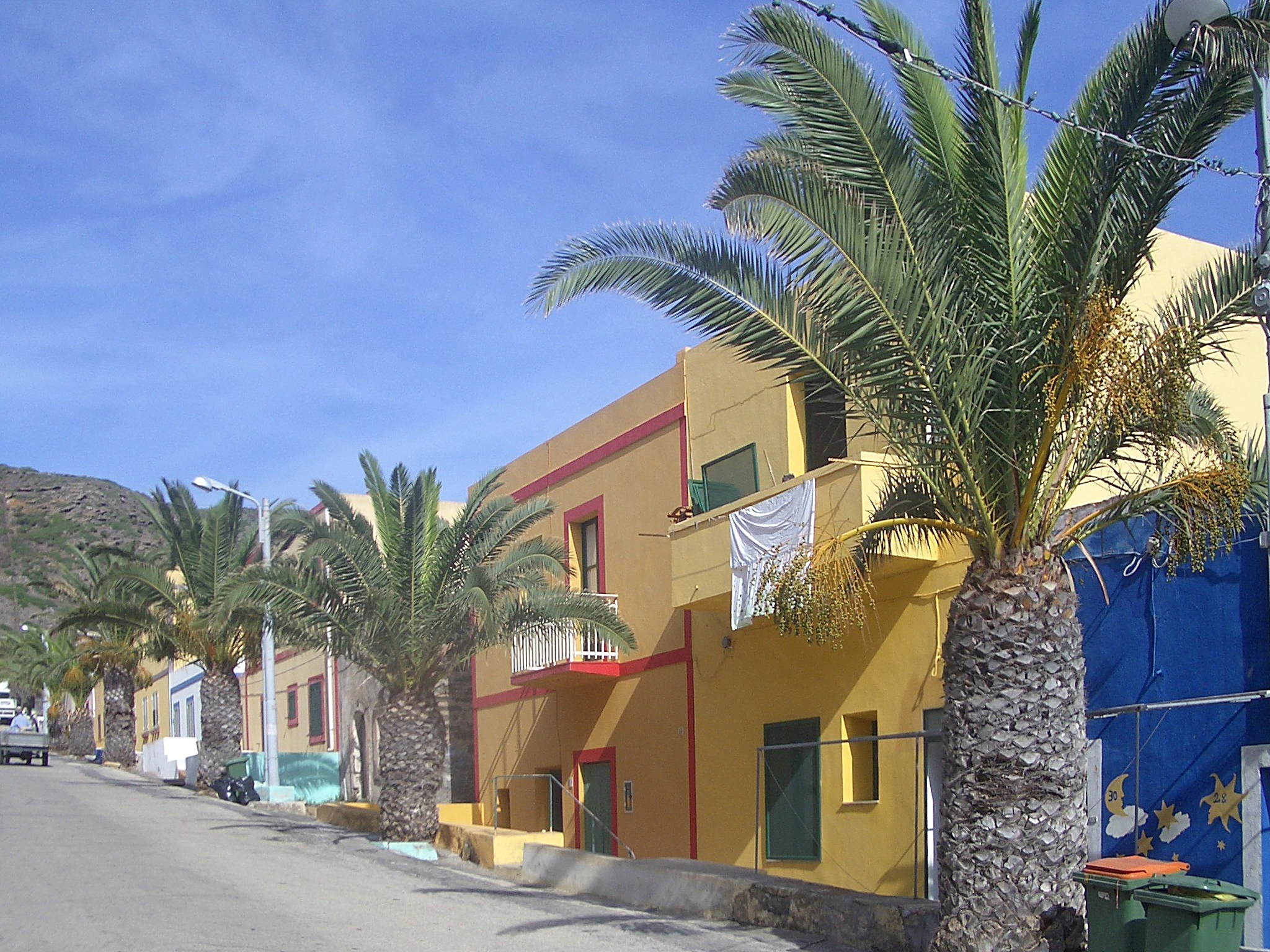
Ruelle sur Linosa

L'économie de l'île est basée sur le tourisme, la pêche et l'agriculture. Aussi on y trouve quelques activités commerciales et artisanales ainsi que des travaux publics (administration de la délégation communale, centrale électrique, usine de dessalement).
Il n'existe pas de véritable hôtel sur l'île mais de nombreux appartements ou bungalows à louer. Durant la saison touristique, les bars, les restaurants et les pizzerias ouverts sont nombreux.
L'agriculture est basée sur la culture des câpres, d'espèces particulières de  lentilles plus petites que les continentales, de la vigne et d'autres légumes. La production de figues y est aussi très importante : il peut s'agir des fruits du Ficus carica comme de celui du figuier de Barbarie. Toutefois, la quasi-totalité de la production agricole est vivrière et destinée à la consommation interne.
Actuellement, Linosa dispose de trois embarcadères et est reliée quotidiennement à Lampedusa et à Porto Empedocle par un ferry de la SIREMAR et par un aéroglisseur en été. Toutefois, les conditions météorologiques influencent encore énormément les transports qui ne peuvent pas assurer les liaisons durant la mauvaise saison. En cas de nécessité, l'île dispose aussi d'un héliport.
L'aéroport de Lampedusa est certainement l'infrastructure la plus importante pour la mobilité des habitants de l'île, mais surtout pour celle des touristes qui viennent du monde entier.

## Cinéma
- Terraferma, film italien réalisé par Emanuele Crialese, sorti en 2011, dont l'action se situe sur l'île de Linosa.